# Calamus laxissimus
Calamus laxissimus là loài thực vật có hoa thuộc họ Arecaceae. Loài này được Ridl. mô tả khoa học lần đầu tiên vào năm 1907.